# Индивидуальный правовой акт
Индивидуальный правовой акт — разновидность правового акта, не содержащего норм права. 
Индивидуальный правовой акт представляет собой одностороннее волевое властное действие государственного органа исполнительной власти или его должностного лица, обеспечивающее реализацию правовых норм в связи с конкретным делом, вызывающее возникновение, изменение или прекращение конкретных правоотношений, прав и обязанностей точно определенных субъектов права. 
Индивидуальный правовой акт адресован конкретному субъекту, применяется однократно и не сохраняет своё действие после того, как прекратились конкретные отношения, предусмотренные данным актом.
Примерами индивидуальных правовых актов могут быть решения по кадровым вопросам, решения о награждении и так далее.